# Avully
Avully je obec na jihozápadě Švýcarska, v kantonu Ženeva. Žije zde přibližně 1 800 obyvatel.

## Geografie
Avully se nachází jižně od toku řeky Rhôny, asi 12 km jihozápadně od centra Ženevy, v jihozápadní části kantonu Ženeva poblíž hranice s Francií. Obec zahrnuje místní části Avully-Village, Épeisses, Eaumorte a Gennecy.
Avully sousedí s obcemi Dardagny, Russin, Cartigny, Avusy a Chancy ve Švýcarsku a Challex ve Francii.

## Historie

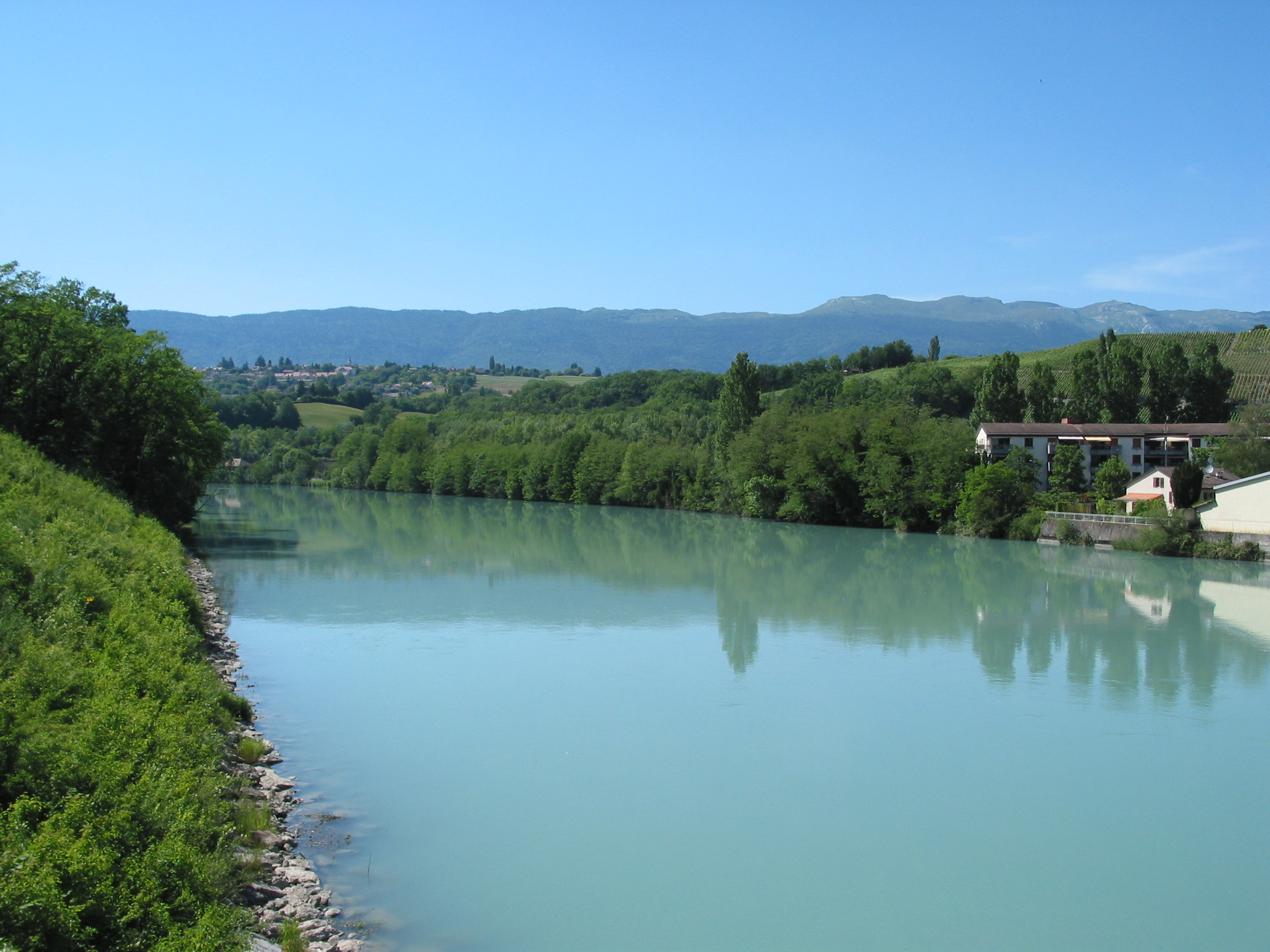
Rhôna v Avully

První zmínka o obci pochází z roku 1220 jako Avulie, kdy ženevská hrabata převedla majetek v obci na proboštství Saint-Victor v Ženevě, ale ponechala si vrchnostenskou jurisdikci. Ta přešla v roce 1402 na savojská hrabata, v roce 1536 na Bern a v roce 1567 opět na Savojsko; ostatní práva držela proboštství Saint-Victor. V důsledku Lyonské smlouvy z roku 1601, která ukončila válku mezi Savojskem a Francií, připadlo Avully spolu s Chancy a Aire-la-Ville Francii. Protože burgundský parlament v Dijonu odmítl dát souhlas, zůstala obec až do Pařížské smlouvy v roce 1749 pod správou panství Saint-Victor a měla tak jen omezenou autonomii. Francouzský král zůstal odvolacím soudem a byl také odpovědný za soudnictví v otázce hrdelních trestů. Ostatní práva vykonávala Ženeva. Pravidelně docházelo ke konfliktům kvůli nezákonné konfiskaci půdy Francouzi. Konflikty pravidelně vznikaly kvůli daním (taille), které neoprávněně požadovali francouzští výběrčí. Stejně jako v jiných ženevských obcích byla v roce 1794 zrušena místní komunita obyvatel a obec se stala jedním z 15 venkovských okresů. Politická obec ve své současné podobě vznikla na základě francouzského zákona ze 17. února 1800.
Z církevního hlediska patřilo Avully k farnosti Chancy, která se po převzetí panství Bernem v roce 1536 připojila k reformaci a zůstala v nové víře i v následujícím savojském období. Odloučením od Basileje v roce 1544 přešly její příjmy na Ženevu. V roce 1716 bylo Avully ze správních důvodů začleněno do farnosti Cartigny. V témže roce byl postaven kostel. V roce 1838 se obec opět oddělila a stala se samostatnou farností. Hospodářský život Avully dlouho charakterizovalo zemědělství a vinařství. Od římských dob až do 18. století zde byl přístav ve ohybu řeky severně od osady Épeisses. Most přes Rhônu byl postaven v roce 1291. Po jeho zničení (1321) spojoval oba břehy přívoz, dokud nebyl v roce 1857 postaven most do La Plaine. Spojení s Cartigny bylo vylepšeno v roce 1873 výstavbou mostu Nant des Crues a silnice vedoucí podél kopců. Značný nárůst počtu obyvatel obce v letech 1970–1990 je způsoben úplným zastavěním Gennecy a přeměnou zemědělské zástavby na městskou.

## Obyvatelstvo
| Rok            | 1850 | 1900 | 1950 | 1960 | 1970 | 1990 | 2000 | 2010 | 2012 | 2014 | 2015 | 2017 |
| Počet obyvatel | 305  | 368  | 307  | 469  | 1041 | 1782 | 1736 | 1740 | 1771 | 1775 | 1771 | 1769 |

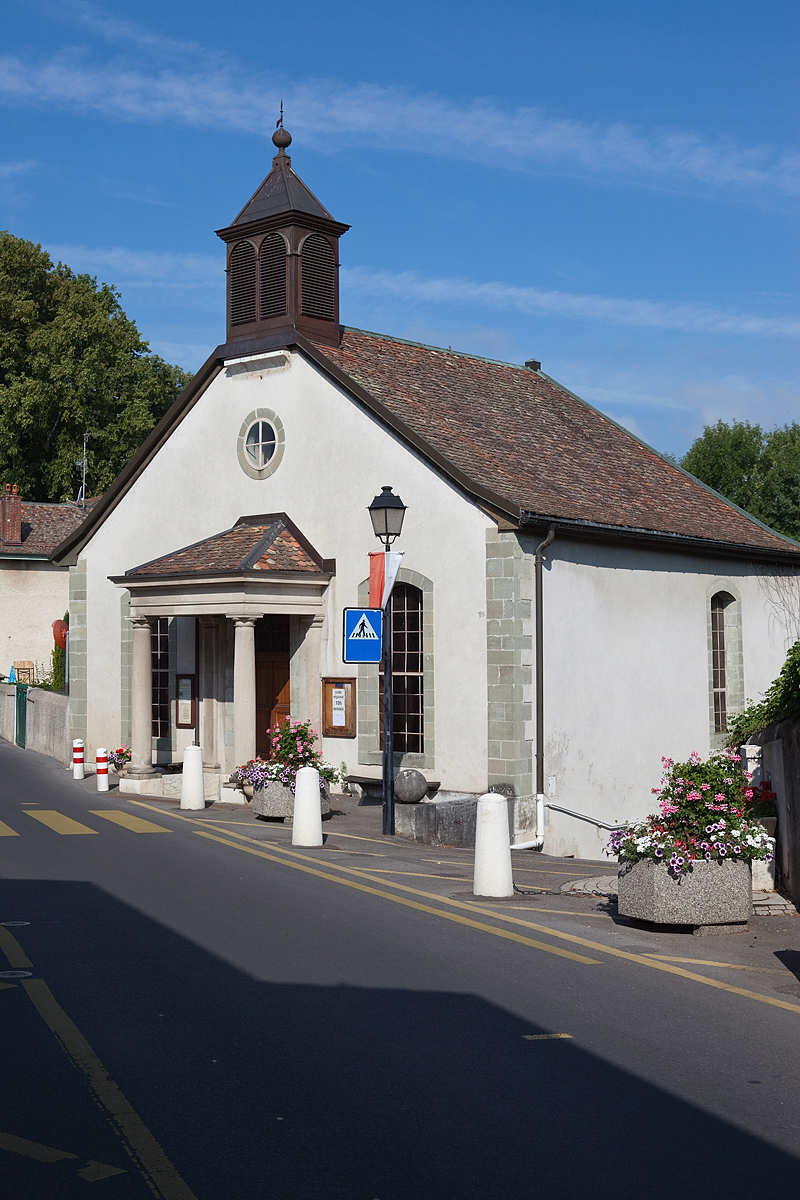
Protestantský kostel

Většina obyvatel (k roku 2000) hovoří francouzsky (1543, tj. 88,9 %), druhou nejčastější řečí je angličtina (49, tj. 2,8 %) a třetí němčina (44, tj. 2,5 %).

## Doprava
Avully je napojeno na síť veřejné dopravy pouze autobusovými linkami. Železnice územím obce neprochází, nejbližší železniční stanice se nachází v La Plaine na trati Ženeva–Lyon.